# 亚美尼亚共产党
亚美尼亚共产党（亚美尼亚语：Հայաստանի կոմունիստական կուսակցություն；俄语：Коммунистическая партия Армении）是苏联共产党在亚美尼亚苏维埃社会主义共和国的分支。该党成立于1920年。1991年八一九政变失败后，该党举行第二十九次代表大会，通过了关于共产党自行解散的决定。党的原领导层另行创建了亚美尼亚民主党。同年，新的亚美尼亚共产党成立，该党自称苏联时代的亚美尼亚共产党的继承者。

## 历任第一书记
- 1920年10月-1922年2月称中央执行书记。1922年2月-1923年称总书记。

1. 格沃尔克·阿里汗诺夫（1920年10月9日-1921年5月19日）
2. 谢尔盖·卢卡申（1921年5月19日-1922年4月29日）
3. 阿斯卡纳斯·姆拉维扬（1922年4月29日-1923年3月）
4. 阿绍特·伊奥尼斯扬（1923年3月-1927年7月6日）
5. 加伊克·奥谢皮扬（1927年7月-1928年4月5日）
6. 阿伊卡斯·科斯塔尼扬（1928年4月5日-1930年5月7日）
7. 阿加西·可汗扬（1930年5月7日-1936年7月10日）
8. 阿马图尼·瓦尔达佩强（1936年9月21日-1937年9月23日）
9. 格里戈里·阿鲁秋尼扬（1937年9月24日-1953年11月30日）
10. 苏伦·托夫马相（1953年11月30日-1960年12月28日）
11. 雅科夫·扎罗比扬（1960年12月28日-1966年2月5日）
12. 安东·科奇尼扬（1966年2月5日-1974年11月27日）
13. 卡连·杰米尔强（1974年11月27日-1988年5月21日）
14. 苏伦·阿鲁秋尼扬（1988年5月21日-1990年4月6日）
15. 弗拉基米尔·莫夫西相（1990年4月6日-11月30日）
16. 斯捷潘·波戈相（1990年11月30日-1991年5月14日）
17. 阿拉姆·萨尔基扬（1991年5月14日-9月7日）